# Arkesilaos III.
Arkesilaos III. (altgriechisch Ἀρκεσίλαος Arkesílaos) war von etwa 535/30–520/15 v. Chr. als Nachfolger seines Vaters Battos III. König von Kyrene.
Arkesilaos war nicht gewillt, die unter seinem Vater von Demonax vorgenommene Beschränkung der königlichen Gewalt anzuerkennen. Nach einem missglückten Putschversuch um 530 ging er nach Samos, wo er mit dem Tyrannen Polykrates unter Landversprechungen ein Heer anwarb. Mit dessen Hilfe wollte er die Macht der großen Grundbesitzer in Kyrene brechen und eine Neuaufteilung des Bodens vornehmen. 
Die gewaltsame Rückkehr auf den Thron im Stil der Errichtung der Tyrannis glückte, seine Gegner flohen größtenteils nach Barke. 525 sandte Arkesilaos dem Perserkönig Kambyses II. Tribut, der Ägypten für das Achämenidenreich gewonnen hatte. 
Als der Aufenthalt in Kyrene für ihn bedrohlich wurde, floh er nach Barke, der Hochburg der Oligarchen, zu seinem Schwiegervater, dem König Alazeir. Beide wurden von kyrenischen Oppositionellen ermordet. Mit Hilfe des persischen Satrapen Aryandes nahm seine Mutter Pheretime dann grausame Rache an den Barkäern.